# Tanner Kero
Tanner Kero, född 24 juli 1992, är en amerikansk professionell ishockeyspelare som spelar för HV71 i SHL. 
Han har tidigare spelat för Chicago Blackhawks i NHL och på lägre nivåer för Rockford Icehogs i AHL, Michigan Tech Huskies (Michigan Technological University) i NCAA, Fargo Force i USHL och Marquette Rangers i NAHL.
Kero blev aldrig draftad av någon NHL-organisation.

## Klubblagskarriär

### NHL

#### Chicago Blackhawks
Kero skrev på ett tvåårigt entry level-kontrakt med Chicago Blackhawks den 2 april 2015, och debuterade i en 3-1 förlust mot Winnipeg Jets den 29 oktober 2015.
Hans första NHL-mål kom fyra matcher senare mot Cory Schneider i en 4-2 förlust mot New Jersey Devils.
Den 23 mars 2017 skrev han på en tvåårig kontraktsförlängning med Blackhawks.
Totalt har han spelat 72 matcher över tre säsonger med klubben, med 22 poäng som facit.

#### Vancouver Canucks
Den 24 juni 2018 blev han tradad till Vancouver Canucks i utbyte mot Michael Chaput.

## Statistik
| 2009–2010   | Marquette Rangers     | NAHL        | 57  | 32 | 19 | 51  | 39 | 3  | 1 | 0 | 1 | 0 |
| 2010–2011   | Fargo Force           | USHL        | 55  | 14 | 23 | 37  | 22 | 5  | 1 | 0 | 1 | 2 |
| 2011–2012   | Michigan Tech Huskies | NCAA        | 39  | 9  | 7  | 16  | 14 | —  | — | — | — | — |
| 2012–2013   | Michigan Tech Huskies | NCAA        | 33  | 11 | 13 | 24  | 27 | —  | — | — | — | — |
| 2013–2014   | Michigan Tech Huskies | NCAA        | 40  | 15 | 10 | 25  | 16 | —  | — | — | — | — |
| 2014–2015   | Michigan Tech Huskies | NCAA        | 41  | 20 | 26 | 46  | 10 | —  | — | — | — | — |
|             | Rockford Icehogs      | AHL         | 6   | 5  | 0  | 5   | 0  | 6  | 2 | 1 | 3 | 0 |
| 2015–2016   | Chicago Blackhawks    | NHL         | 17  | 1  | 2  | 3   | 2  | —  | — | — | — | — |
|             | Rockford Icehogs      | AHL         | 60  | 20 | 19 | 39  | 23 | 3  | 0 | 2 | 2 | 0 |
| 2016–2017   | Chicago Blackhawks    | NHL         | 47  | 6  | 10 | 16  | 8  | 4  | 0 | 0 | 0 | 0 |
|             | Rockford Icehogs      | AHL         | 28  | 7  | 13 | 20  | 14 | —  | — | — | — | — |
| 2017–2018   | Chicago Blackhawks    | NHL         | 8   | 1  | 2  | 3   | 0  | —  | — | — | — | — |
|             | Rockford Icehogs      | AHL         | 36  | 8  | 12 | 20  | 8  | 12 | 0 | 3 | 3 | 8 |
| NHL totalt  | NHL totalt            | NHL totalt  | 72  | 8  | 14 | 22  | 10 | 4  | 0 | 0 | 0 | 0 |
| AHL totalt  | AHL totalt            | AHL totalt  | 130 | 22 | 44 | 84  | 45 | 21 | 2 | 6 | 8 | 8 |
| NCAA totalt | NCAA totalt           | NCAA totalt | 153 | 55 | 56 | 111 | 67 | —  | — | — | — | — |
| USHL totalt | USHL totalt           | USHL totalt | 55  | 14 | 23 | 37  | 22 | 5  | 1 | 0 | 1 | 2 |
| NAHL totalt | NAHL totalt           | NAHL totalt | 57  | 32 | 19 | 51  | 39 | 3  | 1 | 0 | 1 | 0 |